# Ficimia ruspator
Ficimia ruspator är en ormart som beskrevs av de amerikanska herpetologerna Hobart Muir Smith och Edward Harrison Taylor 1941. Ficimia ruspator ingår i släktet Ficimia, och familjen snokar. IUCN kategoriserar arten globalt som otillräckligt studerad. Inga underarter finns listade.

## Utbredning
Arten är endemisk för Mexico och finns endast vid havskusten och bergen söder om Mexico City. 

## Habitat
Ficimia ruspator är en jordlevande snok som trivs i molnskog och blandskog av tall och ek.